# اختبار الاستماع الثنائي

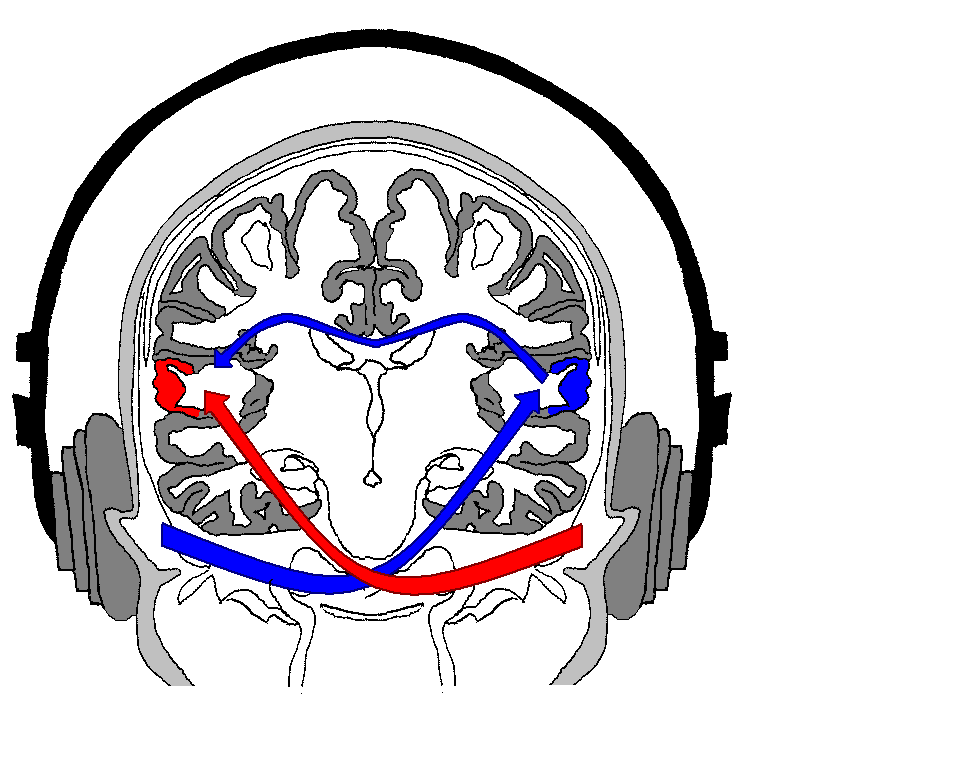

الاستماع الثنائي هو اختبار سيكولوجي يُستخدم عادة للتحقق من الانتباه الانتقائي وتخصيص وظيفة المخ داخل الجهاز السمعي. ويُستخدم في مجالات علم الأعصاب وعلم النفس المعرفي. يُعطَى للمشارك في اختبار الاستماع الثنائي المعياري نوعين مختلفين من المنبهات السمعية بشكل متزامن (عادة ما يُستخدم الكلام)، وتوجَه إلى آذان مختلفة عبر سماعات الرأس. ويُطلب من المشاركين في أحد أنواع الاختبارات أن يعطوا انتباههم إلى واحد من تلك المنبهات أو كليهما؛ ثم يُسألون لاحقًا إما عن محتوى المنبهات التي انتبهوا لها أو عن تلك المنبهات التي طُلب منهم عدم تجاهلها.

## التاريخ
يعود الفضل إلى دونالد برودبنت في أنه أول عالم يستخدم بشكل منهجي اختبارات الاستماع الثنائي في أعماله. وظف برودبنت في خمسينيات القرن العشرين، اختبارات الاستماع الثنائي في دراساته حول الانتباه، إذ طلب من المشاركين أن يركزوا انتباههم على تتابع معين للأرقام في الأذن اليمنى أو الأذن اليسرى. اقترح بسبب محدودية قدرة معالجة المعلومات لدى البشر، فهم في حاجة إلى اختيار طريقة التحفيز اللافتة للانتباه، وبذلك استنبط نموذجه المختار للانتباه.
استخدمت دورين كيمورا في أوائل الستينيات من القرن العشرين اختبارات الاستماع الثنائي لاستخلاص استنتاجات بشأن عدم التماثل الجانبي للمعالجة السمعية داخل المخ. وأثبتت على سبيل المثال أن المشاركين الأصحاء لديهم أفضلية في الأذن اليمنى لاستقبال المنبه اللفظي، وأفضلية في الأذن اليسرى لإدراك الألحان أو انسجام الأصوات. وتوصلت دورين من خلال تلك الدراسة والدراسات الأخرى التي اعتمدت على مرضى الأعصاب ذوي الأضرار الدماغية، إلى وجود هيمنة من نصف المخ الأيسر على إدراك الكلام، وهيمنة من نصف المخ الأيمن على الإدراك اللحني أو تناغم الأصوات. واستخدم دونالد شانكويلر ومايكل ستودرت-كينيدي في أواخر الستينيات وأوائل السبعينيات من القرن العشرين في معامل هاسكينز، تقنية الاستماع الثنائي (من خلال استخدام مقاطع لفظية مختلفة لا معنى لها)، من أجل إثبات انفصال الإدراك الصوتي (الكلام) والإدراك السمعي (غير الكلام)، عن طريق اكتشاف تكامل البنية الصوتية الخالية من المعنى مع اللغة بوصفها جزء منها، والتي تُعالج عادة في النصف الأيسر من المخ. وتُفسَّر ميزة أداء الاستماع الثنائي بالنسبة لأذن واحدة، بوصفها دلالة على ميزة المعالجة في نصف المخ المقابل. ووجد سيدتس في عام 1981 كمثال آخر، أن الأشخاص البالغين الأصحاء لديهم ميزة في الأذن اليسرى فيما يخص التعرف على النغمة أو الصوت الثنائي. وفسر تلك النتيجة بوصفها تمثل دلالة على هيمنة نصف المخ الأيمن على تمييز النغمة أو الصوت.
أثبت تيم راند خلال أوائل سبعينيات القرن العشرين، الإدراك الثنائي في معامل هاسكينز. فقدم خلال دراسته، المنبه الأول: الصوت (ص1) إلى أحد الأذن، بينما قدم المنبهات الثاني والثالث: الأصوات (ص2) و(ص3) إلى الأذن المقابلة. واختلفت (ص2) و(ص3) في الكثافة، ارتفاعًا وانخفاضًا. واستُبعد إخفاء الصوت الطرفي عند سماع الكلام بشكل ثنائي، وذلك في المقارنة مع حالة الأذنين. وعُرفت تلك الظاهرة في الأصل باسم (تأثير راند)، ولكن أعيد تسميتها لاحقًا إلى (التحرر الثنائي من إخفاء الصوت). واستمر تغير اسم هذه الظاهرة حتى اتخذ أخيرًا اسم ( الإدراك الثنائي) أو (الاستماع الثنائي). وبحث جيم كاتنج في نفس الوقت تقريبًا (1976)، وهو باحث في معامل هاسكينز، في كيفية تحديد المستمعين للمقاطع الصوتية بشكل صحيح، عندما تُعطى عناصر مختلفة من المقاطع الصوتية إلى آذان مختلفة. وتعتبر صفات أصوات العلة وعلاقتها من الأمور الحاسمة في تمييز أصوات العلة. وبالرغم من سماع المستمعين لإشارتين منفصلتين مع عدم استقبال الأذن لصوت علة كامل، فهم يستطيعون تحديد أصوات المقاطع اللفظية.